# Lilingis
Lilingis (... – 492) è stato un militare bizantino governatore dell'Isauria sotto l'imperatore Zenone.

## Biografia
Il suo nome è riportato variamente dalle fonti: Lilingis, Longinines, Lingines, Ninilingis, Lingis, Linginines, Linge e Illoulingis, Ninigius.
Lilingis era fratellastro dell'influente generale isaurico Illo, nato fuori dal matrimonio. Malgrado il suo legame con Illo, nel 484 Lilingis ricevette da Zenone (anch'egli di origini isauriche) il comando di un esercito (o col rango di magister militum o con quello di comes) con l'obiettivo di sedare una rivolta di Illo contro l'imperatore. Non è noto il contributo di Lilingis alla guerra, e i meriti principali della vittoria delle truppe lealiste sono attribuiti a Giovanni Scita, ma evidentemente Lilingis corrispose alle aspettative dell'imperatore, se qualche tempo dopo ricevette da Zenone l'incarico di governatore dell'Isauria.
Alla morte di Zenone, nel 491, la situazione per gli Isauric a corte peggiorò a causa dell'ostilità del nuovo imperatore, Anastasio, il quale era stato il candidato dell'opposizione alla corrente isaurica, rappresentata dal fratello di Zenone. Lilingis e molti altri isaurici (Longino di Cardala, Longino di Selino, Atenodoro, Conone) si ribellarono contro Anastasio, dando inizio alla Guerra isaurica. Inizialmente i ribelli riuscirono a mettere insieme un grosso esercito, composto da truppe romane e isauriche; iniziarono anche a saccheggiare alcune città nelle province confinanti con l'Isauria. Anastasio inviò delle truppe, sotto il comando di Giovanni Scita e Giovanni Kyrtos: lo scontro avvenne nel 492 nella battaglia di Cotyaeum in Frigia che, malgrado la superiorità numerica, si dimostrò per i ribelli una disfatta, nel corso della quale Lilingis fu ucciso, tra i primi a cadere.